# François-Joseph Boulanger
François-Joseph Boulanger (Gent, 9 augustus 1819 – aldaar, 1 november 1873) was een Belgisch kunstschilder uit de romantiek gespecialiseerd in stadsgezichten (vedute).

## Levensloop
Hij was de zoon van Franciscus Josephus en Maria Catherina de Puysseleir, beide van Franse herkomst. Zijn jongere broer Jules-Joseph Boulanger ( geboren in 1822) werd eveneens kunstschilder.
Boulanger volgde de opleiding tot kunstschilder aan de Academie van Gent, van 1841 tot 1844 bij Theodoor de Heuvel en in 1844 bij Edouard De Vigne. Hij debuteerde in het Salon van 1841 in Gent met een genretafereel "Maaltijd van de kat". Spoedig legde hij zich toe op het genre van de veduteschildering, waarmee hij vanaf dan op vele voorname salons in België aanwezig was.
Volgens de overlevering is Boulanger ten gevolge van overmatig alcoholgebruik geestesziek geworden. Hij overleed in het Gesticht aan de Palinghuizen in Gent. Hij woonde in de periode 1850-1858 aan de Predikherenlei 33 in Gent (tot in 1855 samen met zijn broer), later in het nummer 17 en zijn laatste adres was in de Wilderoosstraat.

## Oeuvre

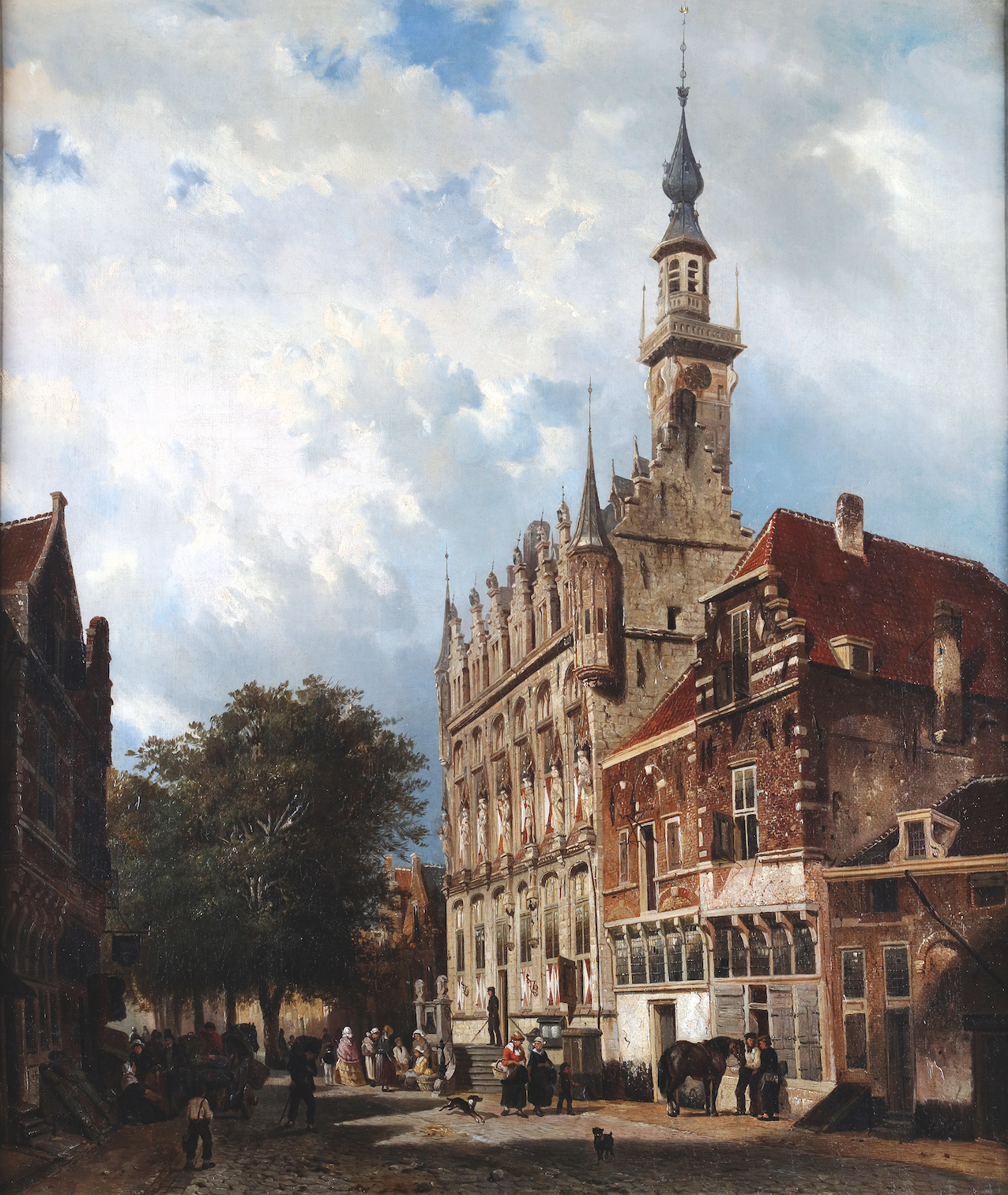
Het stadhuis van Veere (Belgische collectie)

Meestal behandelde hij pittoreske sites uit Gent, minder vaak een schilderachtig hoekje uit Brugge of Hollandse steden. Sporadisch schilderde hij ook enkele marines. Zijn stijl sluit aan bij het “romantisch-realisme” en hij combineert een topografische nauwgezetheid met elementen uit de romantiek, zoals bv. een fijne, egale schilderwijze, het zachte, flatterende romantisch coloriet en de aandacht voor de couleur locale via kleine pittoreske scènes en personages.

## Tentoonstellingen
Zijn promotie naar het publiek verliep quasi uitsluitend via de deelname aan de grote jaarlijkse groepstentoonstellingen in Antwerpen, Gent, Brussel en in enkele provinciesteden en steden in het buitenland:.
- 1849, Antwerpen: "Gezicht nabij Scheveningen" en "Gezicht van de Albaanstoren in Amsterdam"
- 1850, Brugge: "Een strand in Holland", "De Weymanstoren te Sint-Pieters Gent", "Gezicht op Deventer", "De toren van het Nieuw Bosklooster te Gent" en "Gezicht op Gent"
- 1852, Antwerpen: "Gezicht op het Justitiepaleis in Gent", "Gezicht nabij de Sint-Pieterskerk in Gent bij ondergaande zon", "Gezicht in Franeker"
- 1855, Antwerpen: "Gezicht op de H. Kruistoren in Amsterdam" en "Gezicht op de Sint-Michielskaai in Gent"
- 1858, Antwerpen: "Beenhouwerskaai Gent", "Oud klooster in de omgeving van Gent" en "Het Gravensteen te Gent"
- 1859, Kortrijk: "Gezicht op het Rabot in Gent", "Maaslandschap", "Gezicht op Deventer", "Gezicht op de Sint-Michielsbrug in Gent" en "Gezicht in de omgeving van Gent"
- 1861, Antwerpen: "Het Gravensteen" en "De kaai van de Vismarkt te Gent"
- 1866, Brugge: "Sint-Pharaïldeplein in Gent", "De Maas bij ondergaande zon" en "Het Gravensteen".

Zoals het bij vele kunstenaars van zijn tijd de gewoonte was, schilderde Boulanger van zijn succesvolle werken één of meerdere replieken, kopieën die slechts in kleine details van het origineel afwijken.

## Situering
Boulanger wordt beschouwd als een van de beste 19de-eeuwse romantische veduteschilders van België, en kan op één lijn geplaatst worden met François Bossuet, Jean-Baptiste Van Moer, François. Stroobant, Jan-Michiel Ruyten, Yvon-Ambroise Vermeersch en Jacques Carabain.
Zijn œuvre is tevens van groot belang voor de iconografie van het 19de-eeuwse Gent.

## Signatuur
Naast de signatuur op de voorzijde had Boulanger nog andere methoden om te signeren : zijn naam in kalligrafische letters geschilderd met inkt of gekrast op de achterkant van het paneel (“F. Boulanger à Gand”); soms is een origineel certificaat bestaande uit een opgekleefd papiertje met handgeschreven naam en omschrijving van de voorstelling aanwezig.

## Musea
- Gent, Stadsmuseum (STAM) : "Gezicht op de St.-Jacobsmarkt en de Vlasmarkt te Gent" en "De inhuldiging van het Jacob van Arteveldemonument te Gent"
- Stadsbestuur Gent, Commissie voor Monumenten en Stadsgezichten : "Gezicht op de Recolettenlei en het Justitiepaleis te Gent" en "Gezicht op de Visserij te Gent"
- Bergen (Mons), Musée des Beaux-Arts (Marktplaats te Gent en Poort te Gent)
- Koninklijke Verzameling, Brussel (Gezicht op het St.-Elisabethbegijnhof te Gent)